# Асомада
Асомада (порт. Assomada) —  город на острове Сотавенто (подветренная сторона) Сантьягу в островном государстве Кабо-Верде. С 1912 года он является резиденцией муниципалитета Санта-Катарина, который включает в себя центральную западную часть и большую часть внутренних районов острова. Это самый большой город в этом регионе.

## География
Ассомада находится на высоте около 550 м (1800 футов) на плато, окруженном горами, сельскохозяйственными угодьями и холмами, в центре Санта-Катарины. Ассомада расположена в 26 км к северо-западу от Праи. Его городская площадь составляет около 550 га (1400 акров). В 2015 году в нем проживало около 15 000 жителей, что делало его вторым по величине городом на острове. Ассомада играет важную коммерческую роль и имеет приятное сочетание городских районов и полей. Ассомада находится недалеко от середины шоссе, которое проходит вдоль острова Сантьяго от Прайи (столицы) на юге до северного порта Таррафал.

## Подразделения
Ассомада подразделяется на 22 района, включая Ачада Риба, Атрас-де-Банко, Боланья, центр города (центральная часть), Ча-де-Сантос, Кован, Кован-Рибейро, Крус-Вермелья, Кумбем (расположен на юге), Кутело, Кутело-Торре, Эспиньо. Бранко, Лейрия, Лем Виейра, Матиньо, Нагар (находится на севере), Педра-Барро, Понта-Фонте-Лима, Портаозиньо, Тарафалинью и Трас-да-Эмпа (Трас-д'Эмпа).

## Достопримечательности
Рынок Ассомада, основанный в 1931 году, является одним из крупнейших на острове Сантьяго с большим разнообразием сельскохозяйственной продукции и ремесел.
Культурный центр Норберто Тавареса (Centro Cultural Norberto Tavares), в бывшем почтовом отделении, где до 2008 года находился Музей да Табанка, посвященный местной каллоритной музыке.